# I/O-Shield

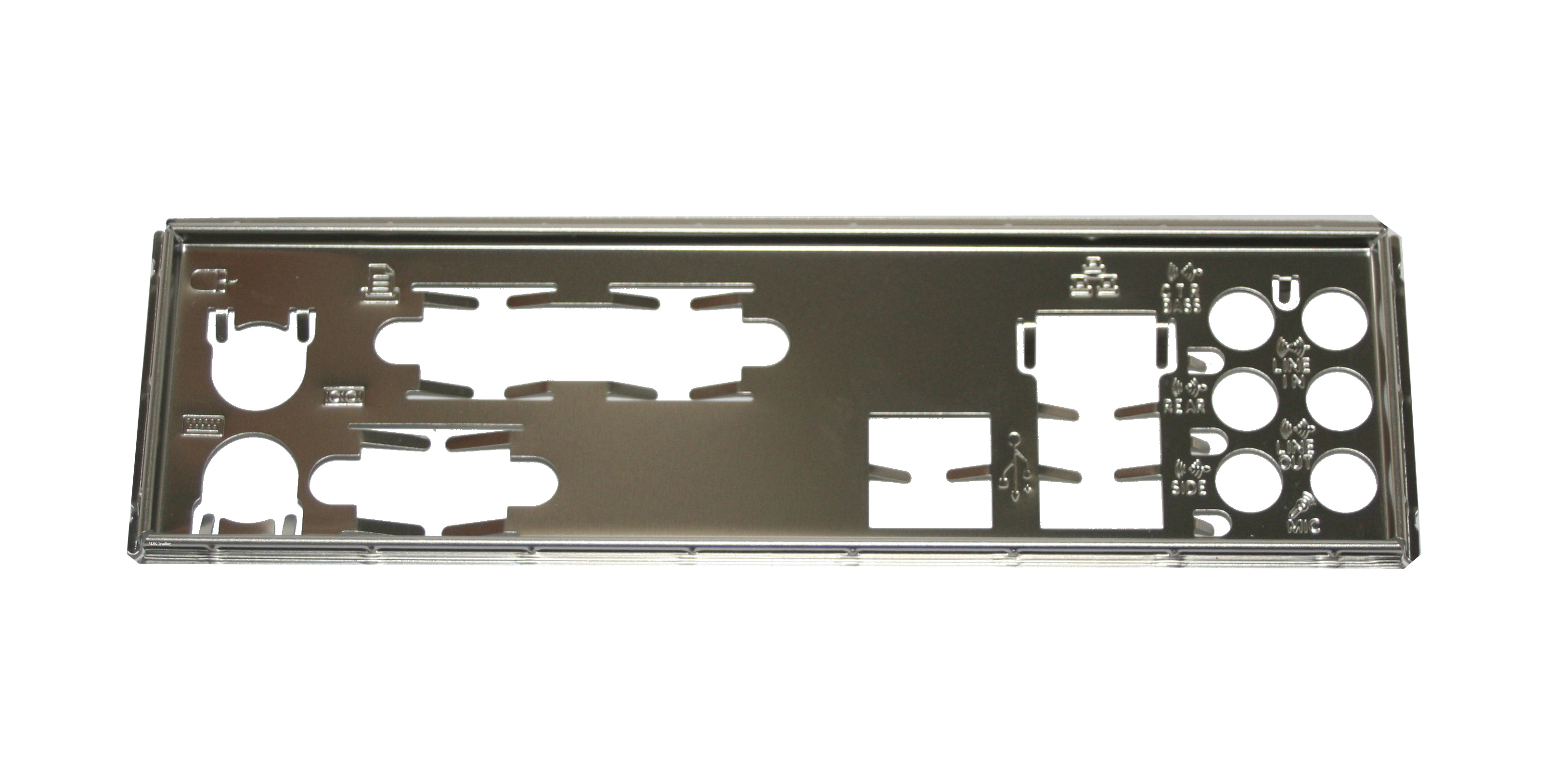
Herstellerspezifisches I/O-Shield

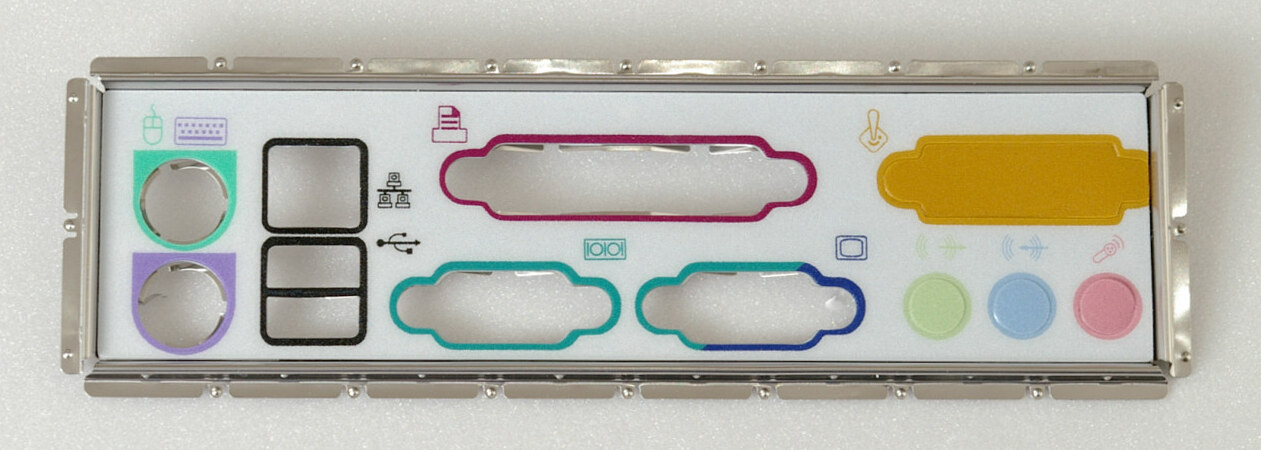
Standardblende mit Durchlässen für (obere Reihe v. l. n. r.) PS/2-Maus, Ethernet (RJ-45), Parallelport, optionalen Gameport und (untere Reihe v. l. n. r.) PS/2-Tastatur, USB-Ports, RS-232-Port, VGA und drei optionale Audiobuchsen

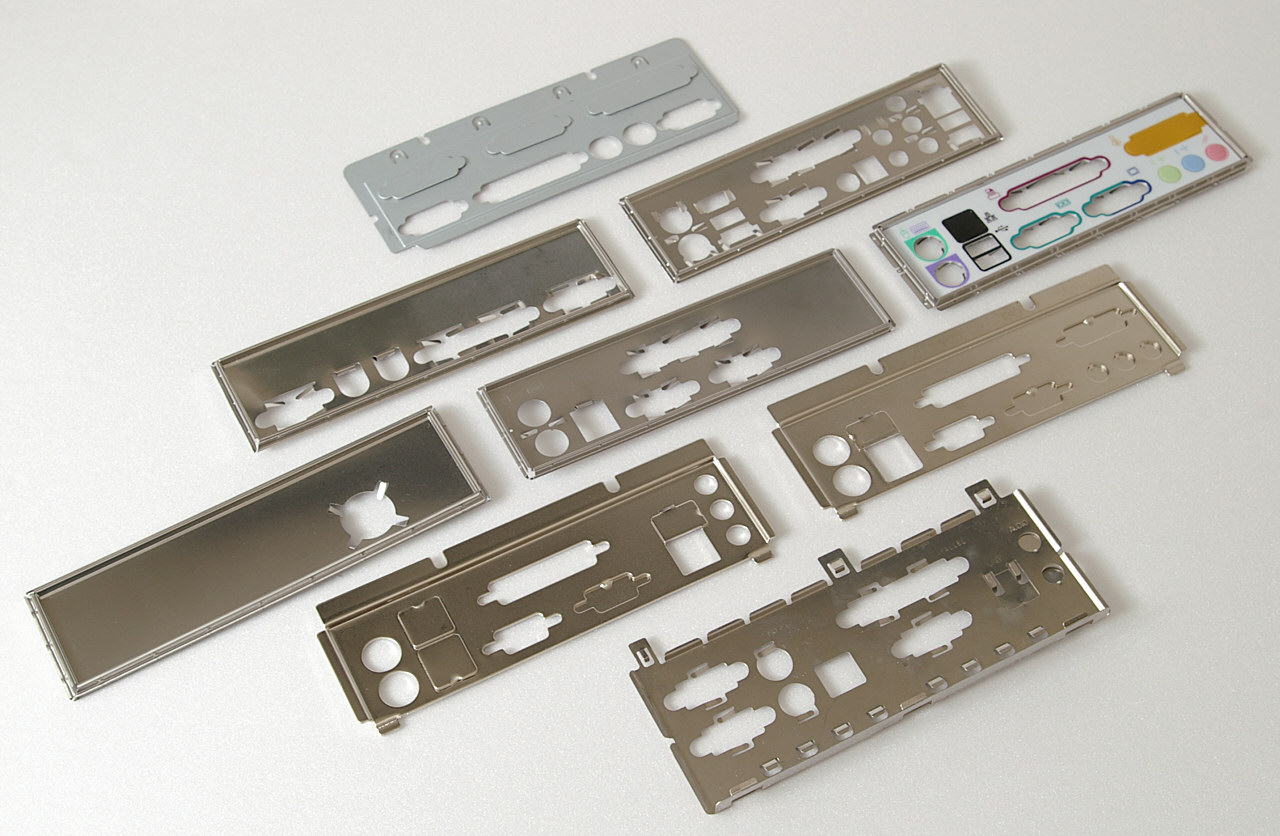
Diverse Blenden. Links eine AT-Board-kompatible Blende, untere zwei Reihen und oberste Reihe: gehäusespezifische Blenden, abweichend vom Standard

I/O-Shield (auch ATX-Blende, I/O-Blende oder Anschlussblende, seltener E/A-Abschirmung, I/O-Platte oder E/A-Abdeckung) bezeichnet ein PC-Bauteil, das die Freiräume um die rückwärtigen externen Anschlüsse eines Mainboards schließt und so die elektromagnetische Abschirmung gewährleistet. Gleichzeitig verhindert es durch den Lückenschluss das versehentliche Eindringen von Gegenständen, die möglicherweise die Betriebssicherheit des Geräts gefährden (bspw. kleine Metallteile, Schraubendreher, Stecker oder Finger). Ein positiver, aber nicht maßgeblicher Nebeneffekt ist die Reduktion von eintretendem Staub an dieser Stelle des Gehäuses.
I/O-Shields werden bei den Formaten ATX, micro-ATX, flex-ATX und mini-ITX abmessungsgleich eingesetzt. Es handelt sich um ein federndes Stück Blech, welches die externen Mainboard-Anschlüsse wie PS/2-Schnittstelle, USB, serielle oder parallele Ports, Videoschnittstellen wie VGA-Anschluss, HDMI, DVI oder DisplayPort, LAN u. a. passgenau in die 159,2 × 44,9 mm große Aussparung des Computergehäuses einbindet. Da die Anordnung der Anschlüsse von der Ausstattung und Bauart des Mainboards abhängig ist, wird das Blech üblicherweise mit dem Mainboard mitgeliefert. Mit PC-Gehäusen wurden früher teilweise Blenden mitgeliefert, die den ursprünglichen Entwürfen von Intel entsprachen. Heutzutage ist dies nicht mehr üblich. Einige Gehäuse waren so gebaut, dass sie AT- und ATX-Mainboards aufnehmen konnten. Dazu wurde ein I/O-Shield benutzt, das nur die fünf-polige DIN-Buchse für AT/XT-Tastaturen ausgespart hatte.

## Funktion
Ein I/O-Shield dient primär der Abschirmung des Gehäuses vor elektromagnetischer Strahlung und sekundär als Schutz vor dem Eindringen unerwünschter Partikel. Daher sind die Bleche mit herausgestanzten Kontaktklammern zu den Buchsen hin ausgestattet. I/O-Shields sind so geformt, dass sie im Fenster des Gehäuses fest einrasten.
Da am PC angeschlossene Peripheriegeräte elektrostatisch geladen sein oder auch Potentialunterschiede zwischen dem anzuschließenden Gerät und dem PC existieren können, muss die dadurch bestehende Ladung beim Anschließen über das Gehäuse abgeleitet werden. Durch das I/O-Shield sind die externen Mainboard-Anschlüsse mit dem Gehäuse verbunden.